# Kepler-5 b
Kepler-5 b (KOI-18.01) est une exoplanète confirmée en orbite autour de l'étoile Kepler-5, dans la constellation du Cygne. Sa découverte par la mission Kepler a été annoncée le 17 janvier 2010.